# ابنر وینیسیوس
ابنر وینیسیوس (انگلیسی: Abner Vinícius؛ زادهٔ ۲۷ مهٔ ۲۰۰۰) بازیکن فوتبال اهل برزیل است.
از باشگاه‌هایی که در آن بازی کرده‌است می‌توان به باشگاه فوتبال اتلتیکو پارانائنزه اشاره کرد.
وی همچنین در تیم ملی فوتبال زیر ۲۳ سال برزیل بازی کرده‌است.